# Junkers Ju 390
El Junkers Ju 390 era un derivat de llarg abast de l'avió alemany Junkers Ju 290, destinat a ser utilitzat com a avió de transport pesat, avió de patrulla marítima i bombarder de llarg abast. Va ser un dels dissenys d'avions presentats al projecte Amerikabomber, juntament amb el Messerschmitt Me 264, el Focke-Wulf Ta 400 i el Heinkel He 277.

## Disseny i desenvolupament
Es van crear dos prototips allargant les ales i afegint noves seccions per allargar els fuselatges d'un Junkers Ju 90 i d'un Junkers Ju 290.
El primer prototip, V1 (codi Stammkennzeichen GH+UK), es va crear modificant el Ju 90 V6. El 20 de octubre de 1943 va realitzar el seu primer vol i va funcionar bé, donant com a resultat una comanda per a 26 avions, anomenada Ju 390 A-1. Cap d'aquests no s'havien construït quan el projecte va ser cancel·lat (juntament amb la producció del Ju 290) a mitjans de 1944. El segon prototip, el V2 (RC+DA), era més llarg que el V1, ja que es construïa a partir d'un Ju 290. Les versions de reconeixement marítim i bombarders de llarg abast havien de denominar-se Ju 390 B i Ju 390 C, respectivament. Els dos prototips es van destruir al final de la guerra.